# Alpinia calycodes
Alpinia calycodes är en enhjärtbladig växtart som beskrevs av Karl Moritz Schumann. Alpinia calycodes ingår i släktet Alpinia och familjen Zingiberaceae. Inga underarter finns listade i Catalogue of Life.